# Islamizzazione della Persia
L'islamizzazione della Persia avvenne a seguito della conquista islamica della Persia. Fu un lungo processo attraverso il quale l'Islam, anche se a lungo respinto, venne gradualmente accettato dalla maggioranza della popolazione. D'altra parte, i persiani mantennero alcune tradizioni pre-islamiche, tra cui lingua e cultura, che adattarono ai codici islamici. Alla fine, i costumi e le tradizioni si fusero nell'identità "islamica persiana".
L'islamizzazione della Persia produsse profonde trasformazioni all'interno della struttura culturale, scientifica e politica della società persiana: la fioritura della letteratura, filosofia, medicina e arte divennero elementi principali della civiltà musulmana di nuova formazione. L'eredità di un patrimonio di migliaia di anni di civiltà, e l'essere al "crocevia delle principali autostrade culturali", contribuirono a far emergere la Persia in quella che fu l'"epoca d'oro islamica".

## Cultura persiana dopo l'Islam

### Leggi persiane dopo la conquista islamica
Dopo la conquista islamica dell'impero sassanide, durante il regno della dinastia degli Omayyadi, i conquistatori arabi tentarono di imporre l'arabo come lingua principale dei popoli assoggettati. Al-Hajjaj ibn Yusuf non contento del prevalere della lingua persiana nel Diwan, ordinò che la lingua ufficiale dei paesi conquistati dovesse diventare l'arabo, anche con la forza se necessario.
Attestazioni contemporanee di violenze anti persiane sono contenute nelle cronache di Abū l-Faraj al-Iṣfahānī e Abū Rayḥān al-Bīrūnī.
Tuttavia, dopo il regno degli Omayyadi, la Persia e la sua società in particolare, ebbero delle dinastie regnanti che legittimarono la lingua e i costumi persiani, pur incoraggiando l'apertura all'Islam. Inoltre, ci fu una stretta interazione tra i persiani e i capi arabi, in particolare durante il risveglio samanide che promosse il revival persiano più che sotto i Buwayhidi e i Saffaridi, pur continuando a proteggere l'arabo in misura significativa.
Ci sono un certo numero di storici che vedono il dominio degli Omayyadi come legato a impostare i "Dhimmi" per aumentare le tasse a beneficio della comunità arabo musulmana e scoraggiare la conversione. L'Islam, durante il califfato omayyade, fu inizialmente associato con l'identità etnica araba e richiedeva una formale associazione con una tribù araba e l'adozione dello status di mawlā. I governatori presentarono denuncia al califfo quando promulgò le leggi che avevano reso più facile la conversione, privando le province di sostanziosi introiti. Tra gli importanti zoroastriani che si convertorono all'Islam vi furono Abd Allāh ibn al-Muqaffaʿ, al-Fadl ibn Sahl e  Naubakht Ahvazi.

### Leggi dell'islamizzazione
Durante la dominazione degli Abbassidi vi fu un periodo di liberazione dei mawla e vi fu il passaggio da una politica imperiale araba ad una imperiale islamica e intorno al 930 venne emanata una legge che disponeva che tutti i burocrati dell'impero dovessero essere musulmani. Entrambi i periodi furono caratterizzati da migrazioni significative di tribù arabe verso l'esterno, dalla penisola arabica verso i nuovi territori.
Dopo la conquista della Persia, i musulmani offrirono relativa tolleranza religiosa e parità di trattamento alle popolazioni che avevano accettato la regola islamica senza opporre resistenza. Ma fino a circa il 650, tuttavia, la resistenza in Persia non fu domata. La conversione all'Islam, che offriva alcuni vantaggi, fu abbastanza rapida tra la popolazione urbana, ma più lenta tra i contadini e i dehqan (proprietari terrieri). La maggioranza dei persiani non divenne musulmana fino al IX secolo.
Ai proprietari terrieri che si sottomettevano pacificamente all'Islam, veniva donata altra terra. Essendo efficacemente stati riconosciuti come dhimmi sotto i califfi Rashidun, sui termini di pagamento annuale della jizya, gli zoroastriani venivano a volte lasciati in gran parte a se stessi, ma questa pratica variava da zona a zona. A causa dei loro interessi finanziari, gli Omayyadi generalmente scoraggiavano la conversione dei non arabi, poiché i dhimmi fornivano loro un fatturato di valore (jizya).
Prima della conquista, i persiani erano principalmente Zoroastriani. Lo storico Al-Masudi, un arabo nato a Baghdad, che scrisse un trattato di storia e geografia intorno al 956, scrisse che dopo la conquista: 
Questa affermazione di al Masudi è pienamente supportata dai geografi medievali che fanno menzione di templi del fuoco nella maggior parte delle città persiane.
Inoltre, l'Islam è stato prontamente accettato dagli zoroastriani, che erano impiegati in occupazioni industriali e artigianali, perché, secondo il dogma zoroastriano, tali occupazioni, contaminando il fuoco, li rendevano impuri. Inoltre, i missionari musulmani non incontravano difficoltà a spiegare i principi islamici agli zoroastriani, perché c'erano molte somiglianze tra le due fedi. Secondo Thomas Walker Arnold, i persiani avrebbero incontrato Ahura Mazdā e Ahriman sotto i nomi di Allah e Iblīs. A volte, i capi musulmani, nel loro sforzo di convincere a convertirsi, incoraggiavano la partecipazione alla preghiera musulmana con promesse di denaro e consentendo la recita dei versetti del Corano in persiano invece della lingua araba affinché potesse essere comprensibile a tutti. Successivamente, i Samanidi, le cui radici discendvano dalla nobiltà teocratica Zoroastriana, propagarono il Sunnismo e la cultura islam-persiana fin nel cuore dell'Asia Centrale. La prima completa traduzione del Corano in linjgua persiana, vide la luce sotto il regno dei Samanidi nel IX secolo.
La "curva di conversione" di Richard Bulliet evidenzia la relativamente minore percentuale di conversioni dei soggetti non arabi durante il califfato "arabocentrico" degli Umayyadi (10%), a fronte di una significativa crescita sotto il regime più multiculturale degli Abbasidi, sotto i quali la percentuale di conversioni si attesta al 40% alla metà del IX secolo e intorno all'80% alla fine dello stesso secolo.
L'emergere di dinastie islamo-persiane ebbe un grande effetto nel cambio di religione secondo Seyyed Hossein Nasr. Queste dinastie adottarono alcuni valori culturali della lingua persiana adattandoli all'Islam.

### Shu'ubiyya e persianizzazione
Nonostante i persiani avessero adottato la religione dei loro conquistatori, nei secoli operarono per proteggere e far rivivere il loro linguaggio e la loro cultura, un processo noto come persianizzazione. Arabi e turchi parteciparono a questo tentativo.
Nel IX e X secolo, i soggetti non arabi della Ummah crearono un movimento, denominato Shu'ubiyya, in risposta ai privilegi degli arabi. La maggior parte degli affiliati al movimento erano persiani, ma vi erano anche egiziani, berberi e aramei. Citando come base le nozioni islamiche di uguaglianza delle razze e delle nazioni, il movimento aveva principalmente lo scopo di preservare la cultura persiana e proteggere l'identità persiana, anche se in un contesto musulmano. Esso fu una risposta alla crescente arabizzazione dell'Islam nei primi secoli. L'effetto più importante del movimento fu la sopravvivenza della lingua persiana, la lingua dei persiani, fino ai nostri giorni. Il movimento mai mosse verso l'apostasia, ma aveva il suo fondamento nel pensiero islamico della parità di razze e nazioni.
Gli Abbasidi mantennero una posizione pro-persiana contro gli Omayyadi, al fine di ottenere il sostegno da parte della popolazione. Consentirono che i persiani potessero diventare Califfi e il ripristino di festività come Nawrūz per esempio, dopo una lunga soppressione da parte dei governanti Omayyadi. Gli Abbasidi, in particolare al-Maʾmūn, promossero attivamente l'uso della lingua persiana. La dinastia dei Samanidi, che sconfisse i Saffaridi, si dichiarò discendente dallo Spahbod sassanida Bahram VI.
La dinastia Samanide fu la prima di origine completamente persiana a regnare, dopo la conquista musulmana, e portò ad un ripristino della cultura dei padri. Il primo importante poeta dopo la conquista islamica fu Rudaki, nato in quest'epoca e lodato dai re samanidi che ripristinarono molte antiche feste persiane. I loro successori, i Ghaznavidi, che non erano di origine oersiana, divennero anche loro strumento del ripristino delle tradizioni persiane.
Gli Scià Buwayhidi, adottarono lo stesso atteggiamento provando a far rivivere i costumi e le tradizioni sassanide, adottando l'antico titolo persiano di Scià (Re dei Re) per i loro regnanti.
Dopo la nascita della dinastia dei Safavidi, lo Sciismo divenne la religione di stato, al posto del Sunnismo, e venne imposto alla maggioranza della popolazione.

## Influenza della Persia sulla cultura e civilizzazione islamica
Secondo Bernard Lewis:
(Bernard Lewis)
I Persiani ebbero una grande influenza sui loro conquistatori. I califfi sassanidi adottarono molte pratiche amministrative, come la moneta, la carica di visir, o ministro, e il diwan, una burocrazia per la raccolta delle imposte e dare gli stipendi agli statali. Infatti, i Persiani stessi divennero in gran parte gli amministratori. È ben noto che i califfi abbasidi modellarono la loro amministrazione su quella dei sassanidi. I califfi adottato gli abiti di corte sassanidi e il loro cerimoniale. In termini di architettura, l'architettura islamica prese in prestito pesantemente dall'architettura persiana. L'architettura sassanide ebbe un'influenza distintiva sull'architettura islamica.
I Persiani, fin dall'inizio ebbero interesse e compirono sforzi sinceri nello studio della lingua araba: etimologia, grammatica, sintassi, morfologia, figure retoriche, regole di eloquenza e retorica. L'arabo non fu visto come un linguaggio alieno, ma la lingua dell'Islam e, quindi, fu ampiamente accettato come linguaggio accademico e religioso e abbracciato in molte parti della Persia. Fu in omaggio al Corano e all'Islam che i libri di filosofia, misticismo, storia, medicina, matematica e diritto vennero scritti o tradotti in questa lingua.
I Persiani, contribuirono anche notevolmente alla formazione della letteratura araba. L'influenza dell'Accademia di Gundishapur è particolarmente degna di nota.

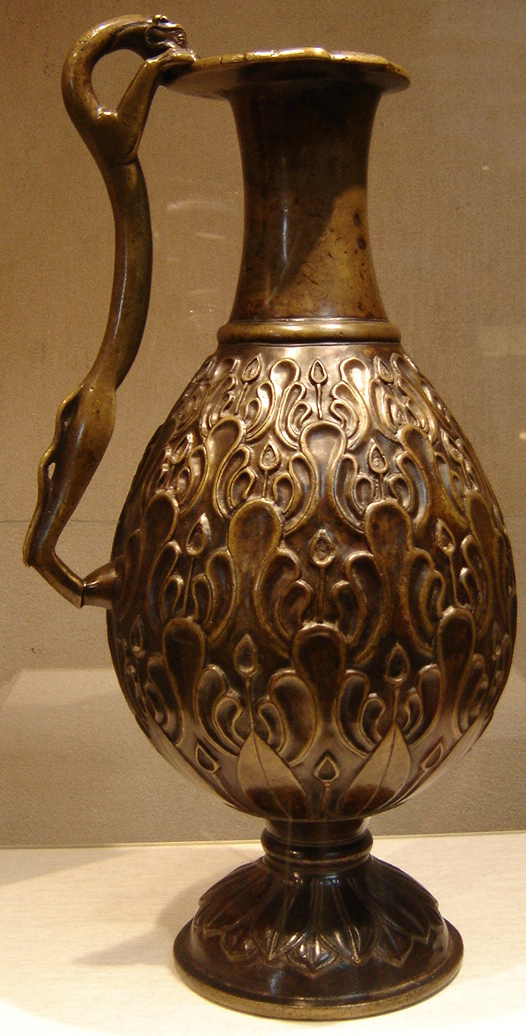
Arte islamica persiana antica: Brocca della Persia del VII secolo. Fusione in bronzo intarsiata Metropolitan Museum of Art di New York.

La nuova lingua persiana, scritta in alfabeto arabo con alcune modifiche, fu costituita nel IX secolo in Persia orientale e fiorì a Bukhara, la capitale della dinastia Samanide persiana.
La lingua persiana, a seguito del forte sostegno datole dai governanti abbasidi nell'accettare il linguaggio, divenne una delle lingue universali dell'Islam, accanto all'arabo.
I più importanti studiosi, di quasi tutte le sette e scuole islamiche di sapere, erano Persiani o vivevano in Persia, compresi i maggiori raccoglitori di ḥadīth di Sciismo e Sunnismo come Shaikh Saduq, Shaikh Kulainy, Imam Bukhari, Imam Muslim e Hakim al-Nishaburi, i più grandi teologi di Sciismo e Sunnismo come Shaykh al-Tusi, Imam Ghazali, Imam Fakhr al-Razi e Al-Zamakhshari, i più rinomati medici, astronomi, logici, matematici, metafisici, filosofi e scienziati come Al-Farabi, Avicenna e Nasīr al-Dīn al-Tūsī, i grandi Sceicchi del sufismo come Rumi e Abd al-Qadir al-Gilani.
Nel 1377, il sociologo arabo, Ibn Khaldun, narrò nel suo Muqaddimah:
(Ibn Khaldun)
Un califfo abbasida avrebbe detto:

## Relazioni sociali
Patrick Clawson sostenne che: "I Persiani erano irritati sotto il dominio Omayyida. Esi provenivano dall'aristocrazia araba tradizionale e tendevano a sposare altri arabi, creando una stratificazione etnica che discriminava i persiani. Anche se gli arabi avevano adottato la burocrazia tradizionale persiana, il tribalismo arabo svantaggiò i persiani." 
Il contemporaneo pensatore islamista Morteza Motahhari scrisse:
(Morteza Motahhari)
Nonostante il messaggio di uguaglianza sancito dalla nuova religione dell'Islam, i conquistatori arabi, secondo molti storici, formano "una aristocrazia dominante con diritti e privilegi speciali, che essi enfaticamente non proposero di condividere con i Mawali". Alcuni regnanti, come Al-Hajjaj ibn Yusuf considerarono i Mawali come "barbari", implementando politiche discriminatorie, come la marchiatura umana per mantenere i soggetti sotto controllo.
Il caso di Hajjaj è particolarmente degno di nota, poiché molti rapporti sono giunti fino a noi sulle sue politiche razziali e sulle leggi ferree nel governo della provincia. Eppure molti scettici sottolineano il fatto che alcuni di questi rapporti sono stati realizzati da scrittori di epoca abbaside che possono aver avuto una visione distorta dei loro predecessori.
Comunque, quello di Hajjaj non fu l'unico caso di crudeltà contro i Mawali. I funzionari non-persiani del califfo di Isfahan, ad esempio, tagliarono la testa ad alcuni Mawali che non erano riusciti a pagare le tasse, e Ibn Athir nel suo al-kāmil narra che Sa'id ibn al'Ās uccise tutti nella città portuale di Tamisah, durante la sua incursione a Gorgan nell'anno 651.
Tali condizioni tumultuose, alla fine, determinarono l'ascesa del movimento Shu'ubiyya e delle tendenze nazionalistiche persiane nel X secolo con l'emergere della dinastia dei Samanidi.